# Брюне, Луи-Овид
Луи-Овид Брюне (фр. Louis-Ovide Brunet или фр. Louis Ovide Brunet, 10 марта 1826 — 2 октября 1876) — франкоканадец, ботаник, учитель и священник.   

## Биография
Луи-Овид Брюне родился в городе Квебек 10 марта 1826 года.
После работы в качестве приходского священника в течение 10 лет ему была предложена должность учителя естественных наук в Квебеке.
С 1861 по 1862 год Брюне путешествовал по Европе, где он посетил Ботанический сад Парижа, ботанические сады Ливерпуля, Королевские ботанические сады Кью, Монпелье, Флоренцию, Пизу, Рим, Брюссель, Лёвен, Бонн, Дюссельдорф, Утрехт, Амстердам, Лейден, Роттердам, а также датский питомник.
Вернувшись в Квебек, Брюне возобновил свою преподавательскую деятельность и научные исследования. В 1865 году Луи-Овид Брюне опубликовал свои первые оригинальные научные работы. В этом же году он был назначен титулярным профессором.
Луи-Овид Брюне умер в городе Квебек 2 октября 1876 года.

## Научная деятельность
Луи-Овид Брюне специализировался на семенных растениях.

## Научные работы
- Catalogue des plantes canadiennes contenues dans l'herbier de l'Universite Laval et recueilles pendant les annees Brunet, Ovide. Quebec. 1858—1865.
- Catalogue des Vegetaux Ligneux du Canada pour Servir a l'Intelligence des Collections de Bois Economiques Envoyees a l'Exposition Universelle de París, 1867, par l'abbe Ovide Brunet Brunet, Ovide. Quebec. 1858—1865.
- Éléments de botanique et de physiologie végétale, suivis d’une petite flore simple et facile pour aider à découvrir les noms des plantes les plus communes au Canada Brunet, Ovide. Quebec. 1870.